# Günther Krappe
Günther Krappe (Żółte, 13 aprile 1893 – Altena, 31 dicembre 1981) è stato un generale tedesco della Wehrmacht durante la seconda guerra mondiale.

## Biografia
Krappe iniziò la sua carriera militare nell'esercito imperiale tedesco durante la prima guerra mondiale, divenendo alfiere presso il 34º reggimento fucilieri. Dopo la guerra passò al neonato Reichswehr ed infine nella Wehrmacht, dove dal 1º ottobre 1919 al 1º ottobre 1930 prestò servizio nel 4º reggimento di fanteria del Reichswehr, poi come aiutante del 2º battaglione (1922 - 1 giugno 1926) ed infine come comandante di compagnia (1 giugno 1926 - 1 ottobre 1930).
Dal 1º ottobre 1930 al 1º ottobre 1935, fu a capo della divisione di ricognizione del quartier generale della 2ª divisione di fanteria. Comandò quindi il 2º battaglione del 59º reggimento di fanteria (1 ottobre 1935 - 1 ottobre 1937), il 3º battaglione del 73º reggimento di fanteria (1 ottobre 1937 - 1 luglio 1939) ed il 1º reggimento ausiliario a Danzica (1º luglio - 1º ottobre 1939).
Dal 1º ottobre 1939 al 30 aprile 1941 fu addetto militare presso l'ambasciata tedesca a Budapest e dal 1941 al 1942, Krappe prestò servizio come addetto militare a Madrid, in Spagna.
Dal 18 gennaio al 12 febbraio 1943 frequentò la scuola per comandanti di divisioni di Wünsdorf. Dal 12 febbraio al 1 maggio 1943 Krappe guidò la 61ª divisione di fanteria nel corso del secondo conflitto mondiale. Durante l'Operazione Solstizio (1945) fu comandante generale del X SS-Corps.
Catturato dai sovietici il 6 marzo 1945 presso Schiffelbein (ora Svidvin, odierna Polonia), venne detenuto nel campo di prigionia del Ministero degli Affari Interni dell'URSS n. 27 a Krasnogorsk, non lontano da Mosca, nella struttura speciale n. 5 e poi nell'ospedale speciale n. 3840 del Ministero degli affari interni dell'URSS. Il 1 marzo 1949 fu rilasciato e rimpatriato in Germania. Morì il 31 dicembre 1981 nella città di Altena dove aveva preso residenza.